# Theo De Cooremeter

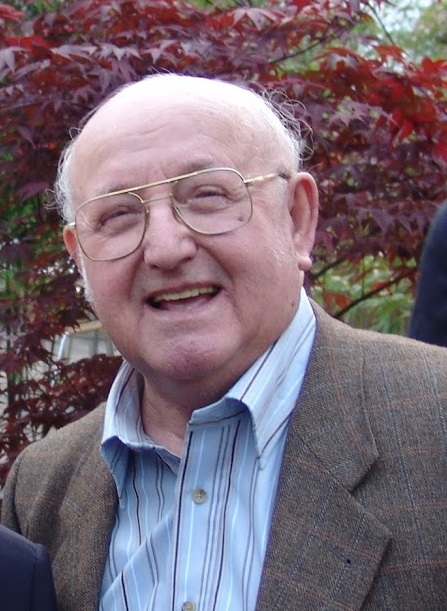
Kunstenaar Theo De Cooremeter

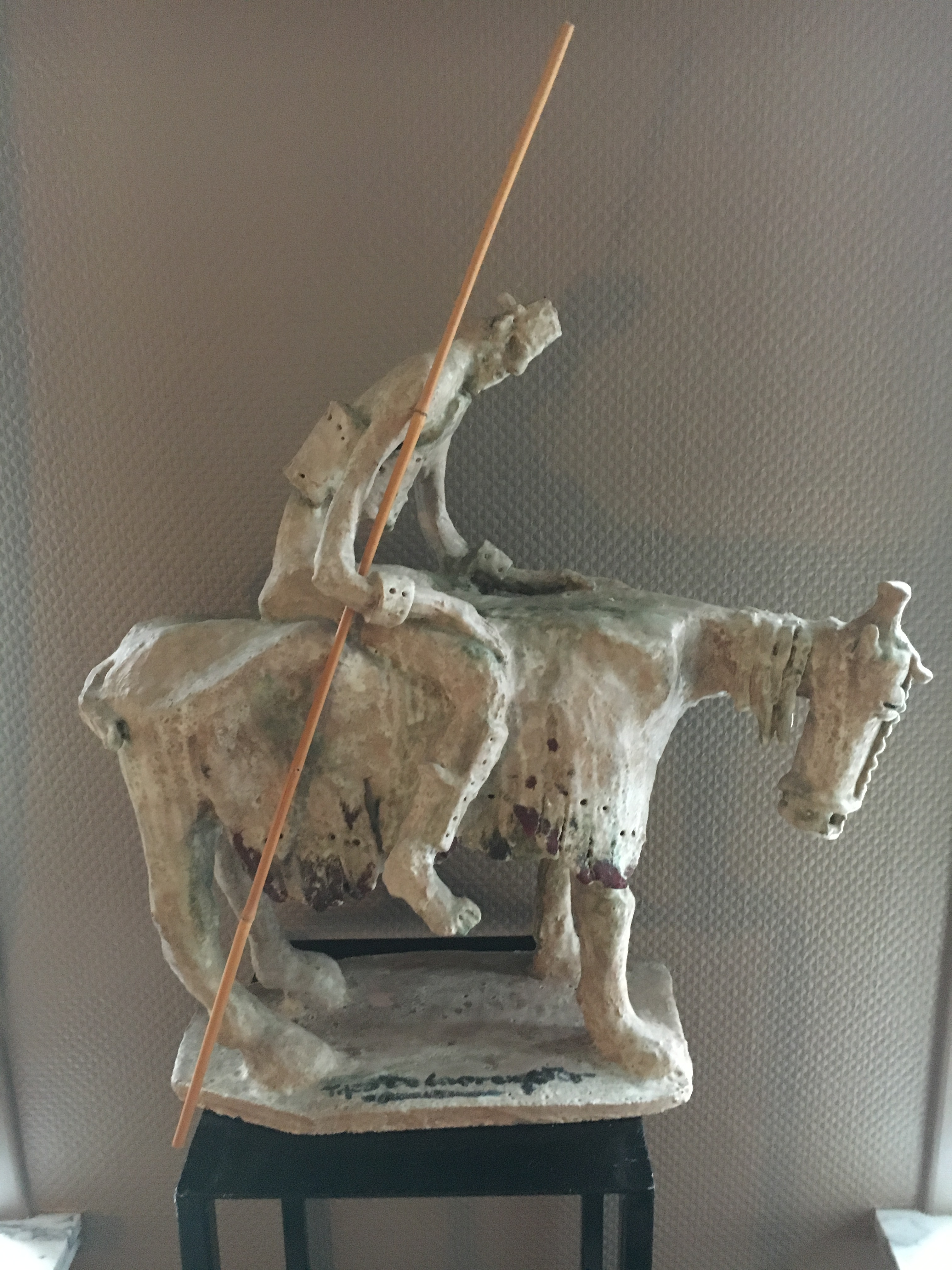
Don Quichote, keramiek, 1995

Theo De Cooremeter (*Lochristi, 9 april 1921 - †Gent, 17 december 2010) was een Belgisch kunstschilder en etser.

## Afkomst
Theo De Cooremeter was de zoon van Aloïs De Cooremeter en Emelie Rysseghem. Zijn vader was, zoals ook diens vader, een huisschilder. Moeder baatte een kruidenierswinkel annex verfwinkel uit. Zijn artistieke aanleg had hij naar eigen zeggen van zijn moeder. Zijn grootvader aan moederskant was een klompenmaker of 'kloefkapper'; vergde het maken van klompen een grote handigheid, hij versierde die bovendien ook nog eens met schilderingen. Door te zeggen "Ik ben in de verve geboren" gaf Theo aan dat hij zijn artistieke aanleg van thuis uit had meegekregen.
In 1951 huwde hij met Betty Thienpont (*1923 – †1971); uit dat huwelijk kwamen vier kinderen voort: Leen, Lieve, Luc (*1955 - †1955) en Johan. Enkele jaren na het overlijden van zijn eerste echtgenote hertrouwde Theo met Jeanne Voet.

## Opleiding
Na zijn lagere school volgde hij een driejarige beroepsopleiding tot huisschilder aan de school van de Broeders van Oostakker, met specialisatie in hout- en marmernabootsing. Hij kreeg daar les van broeder Perboire (hout- en marmernabootsing) en Henry Schatteman (decoratie). Na zijn opleiding tot huisschilder volgde hij vanaf 1937 privaatlessen in 'marmeren' bij Vermeulen en kunstschilderen bij De Keukelaere.

De Keukelaere, die het talent van Theo onderkende, stuurde hem in 1940 naar de Koninklijke Academie te Gent, waar hij daglessen volgde. Daardoor ontkwam hij aan de verplichte tewerkstelling in Duitsland. Aan de Academie studeerde hij in 1945 af met grootste onderscheiding en de Zilveren Medaille van de Koning in de richting 'levend model'  en in 1946 met grootste onderscheiding en een Gouden Medaille voor 'openluchtschilderen'. Tijdens die oorlogsjaren legde hij ook zijn examen middelbaar onderwijs af voor de Centrale Examencommissie. In de daaropvolgende jaren behaalde hij eveneens zijn leraarsdiploma en dat van master in de plastische opvoeding via de Centrale Examencommissie.

## Leraar plastische opvoeding en wetenschappelijk tekenen
Na zijn opleiding tot leraar kon Theo in 1952 aan de slag als leraar aan de middelbare school van Moerbeke-Waas en als docent plastische opvoeding aan het lyceum te Wachtebeke, en dat tot einde 1983. Naast de kunstvakken onderwees hij ook gedurende 24 jaar wetenschappelijk tekenen. In 1984 ging hij met pensioen.

## Kunstenaar
Alles bijeen studeerde Theo gedurende 13 jaar aan de Academie. Daar leerde hij de knepen van het vak van schilders als Jos Verdegem en Hubert Malfait. In 1948 stelde hij voor het eerst tentoon, maar zijn vruchtbaarste periode als kunstenaar begon in 1984 als hij gepensioneerd was. Van dan af tot op de hoge leeftijd van 86 jaar stond er geen limiet op zijn drang om zich uit te leven in de productie van kunst. Om zijn verbeelding gestalte te geven maakte hij gebruik van diverse technieken: olieverf, etsen, lino's, pastel, keramiek, brons....En als hij een techniek nog niet beheerste leerde hij die te gebruiken. Zijn oeuvre is dan ook zeer divers.
In zijn woning te Mendonk begeleidde hij ook 12 jaar lang amateurschilders en gaf zo zijn jarenlange kennis door. 

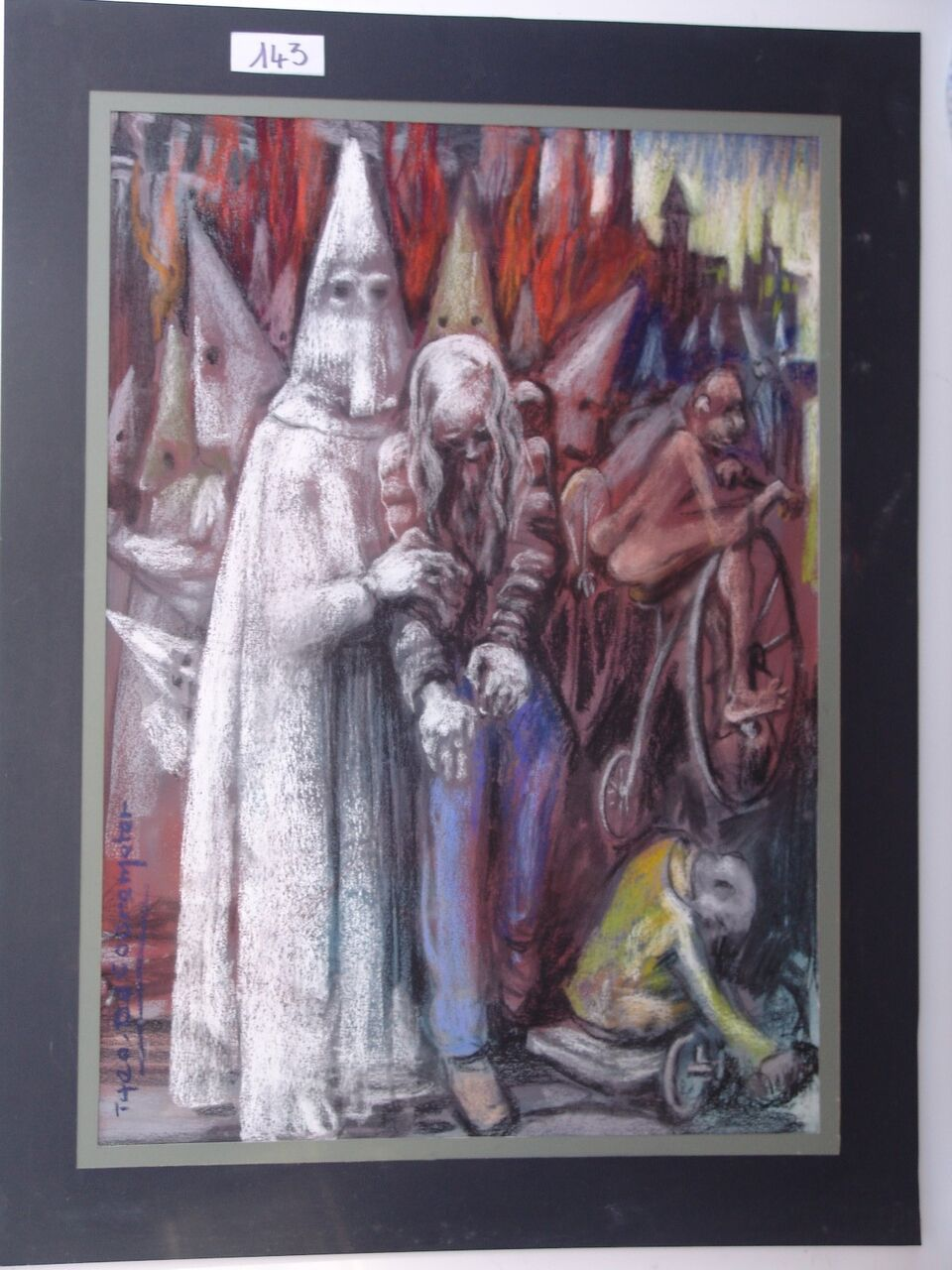
Ku Klux Klan, pastel op Steinbachpapier, 1989

Samen met de  Raad voor Cultuurbeleid D.M.O.W. (Desteldonk - Mendonk - Oostakker - Sint-Kruis-Winkel) stampte hij ook de 'kunstenaarsroute' uit de grond, een project dat de landsgrenzen overschreed. In die raad stond hij in voor het contact met de exposerende kunstenaars, de zorg voor en het ontwerp van het drukwerk en de tentoonstelling in het dienstencentrum. Een tijdlang werd hiervoor samengewerkt met de Nederlandse gemeente Axel.

## Over zijn werk
Over de totstandkoming van zijn werken zei hij zelf dat het creatief proces doorgaans niet beredeneerd was. Hij combineerde in zijn werken ernst en guitigheid, zo zei hij. Zijn inspiratie deed hij vooral op door lectuur van de actualiteit en de studie van historisch of wetenschappelijk beeldmateriaal. Bij het opzetten van een schilderwerk prepareerde hij een ondergrond met enkele kleuren en bracht daarop curven, lijnen of cirkels aan. Hij streefde bij het opzetten van zijn werken naar een evenwichtig geheel, waarna hij de compositie uitwerkte met allerlei kleurschakeringen. Bij het aanbrengen van kleuren varieerde hij in transparante en dekkende contrasten.
Zijn etsen onderscheidden zich inhoudelijk nogal van zijn schilderwerken. Voor zijn etsen zocht hij inspiratie bij de thema's van de Koude Oorlog en de nucleaire dreiging, die in de periode van de jaren '50 tot en met de jaren '80 van de vorige eeuw erg actueel was. Het etsen liet volgens hem een fijnere artistieke expressie en meer nuance toe dan het gebruik van linosnedes en zwart-wit inkt.